# Manota nigra
Manota nigra är en tvåvingeart som beskrevs av Loïc Matile 1972. Manota nigra ingår i släktet Manota och familjen svampmyggor. Inga underarter finns listade i Catalogue of Life.